# ベリック (重巡洋艦)
HMS ベリック (HMS Berwick, 65) はイギリス海軍の重巡洋艦。ケント級。艦名はスコットランド南東部に置かれていたベリックシア州の別称にちなむ。

## 艦歴
フェアフィールド社で建造。1924年9月15日起工。1926年3月30日進水。1927年7月12日竣工。
1928年12月4日、横浜港で行われた御大礼特別観艦式に「ケント」「サフォーク」と共に参列。1936年まで中国艦隊に所属。1937年8月から1938年11月にかけて大規模な改装工事を受ける。第二次世界大戦初期は船団護衛に従事し、ノルウェーの戦いにも参加している。また、5月にはアイスランド侵攻に参加した。
1940年11月7日ジブラルタルに到着。地中海艦隊への増援の内の1隻としてアレクサンドリアへ向かった（コート作戦）。アレクサンドリア到着後、ギリシャへの兵員輸送に従事。11月27日、スパルティヴェント岬沖海戦に参加。Y砲塔に命中弾を受け戦死者7名を出した。
12月25日、中東へ向かう兵員輸送船団WS5Aの護衛中に、船団攻撃を試みたドイツ重巡洋艦「アドミラル・ヒッパー」と交戦。「ベリック」は被弾し、X砲塔が使用不能になるなどの損害をうけた。
修理完了後はソ連へ向かう船団の護衛などに従事した。
戦後の1948年にスクラップとして売却された。